# تتی
تِتی نخستین فرعون دودمان ششم مصر و بنیان‌گذار آن است. مانثون نام او را اورتوئس ذکر می‌کند و دوران فرمانروایی او را ۳۰ سال می‌داند. نام او در پاپیروس تورین خراب شده‌است. این شاه در سقاره به خاک سپرده شد.

## زندگی‌نامه
تتی مردی عادی بود، با این حال به دلیل آنکه با دختر شاه ونیس، شاهدخت ایپوت یکم، ازدواج کرد توانست به تاج و تخت برسد. او در دوران فرمانرواییش چندین گروه اکتشافی به کنعان فرستاد. آثاری از او در بیبلوس پیدا شده‌اند.
طبق نوشته مانثون، تتی کشته شد چرا که گروه‌های مخالف متعددی در دربار حضور داشتند. دلیلی بر درستی این ادعا وجود ندارد ولی بسیاری از مصرشناسان با این نظر هم‌باورند و احتمال می‌دهند که او توسط اوسرکارع ترور شده باشد. در دوران او تعداد زیادی از درباریان وجود داشتند که برای خود مقبره‌های باشکوه می‌ساختند. ان آرامگاه‌ها گاه از آرامگاه خود شاه نیز بزرگتر بوده‌اند. برای نمونه، وزیر شاه برای خود مصطبه‌ای بزرگ با ۳۲ اتاق ساخت که هر یک به دقت تراشیده و ساخته شده بودند. این مصطبه بزرگترین ساختمان از این نوع است که در تاریخ مصر برای یکی از بزرگان ساخته شده‌است. این می‌تواند نشان از آن داشته باشد که ثروت مصر در آن هنگام به آرامی از دربار پادشاه به سوی بزرگان و اشراف روانه می‌شد و در پایان باعث نابودی پادشاهی کهن مصر و آغاز دوره‌ای طولانی از هرج و مرج گشت.

## نگارخانه

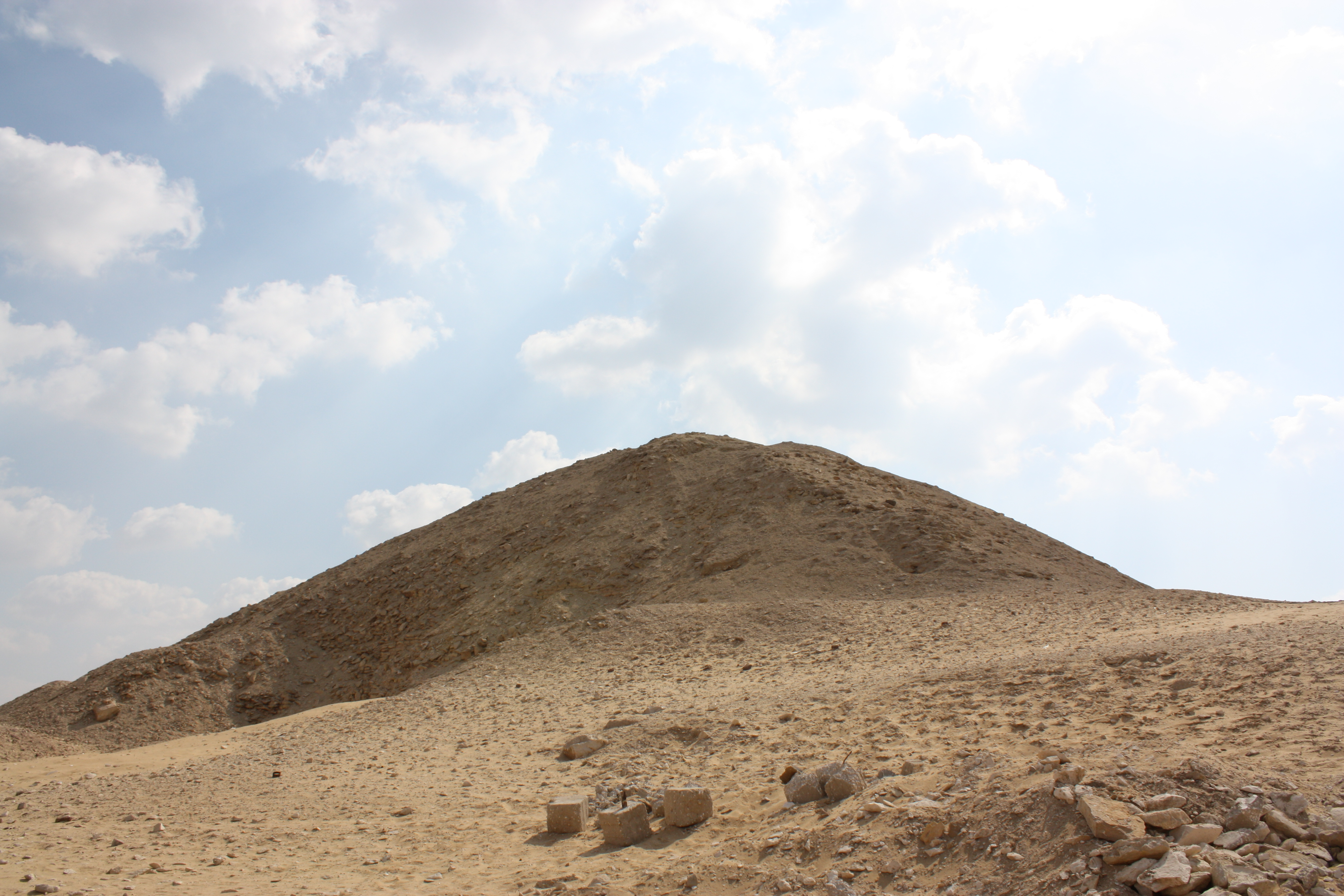
هرم تتی در سقاره
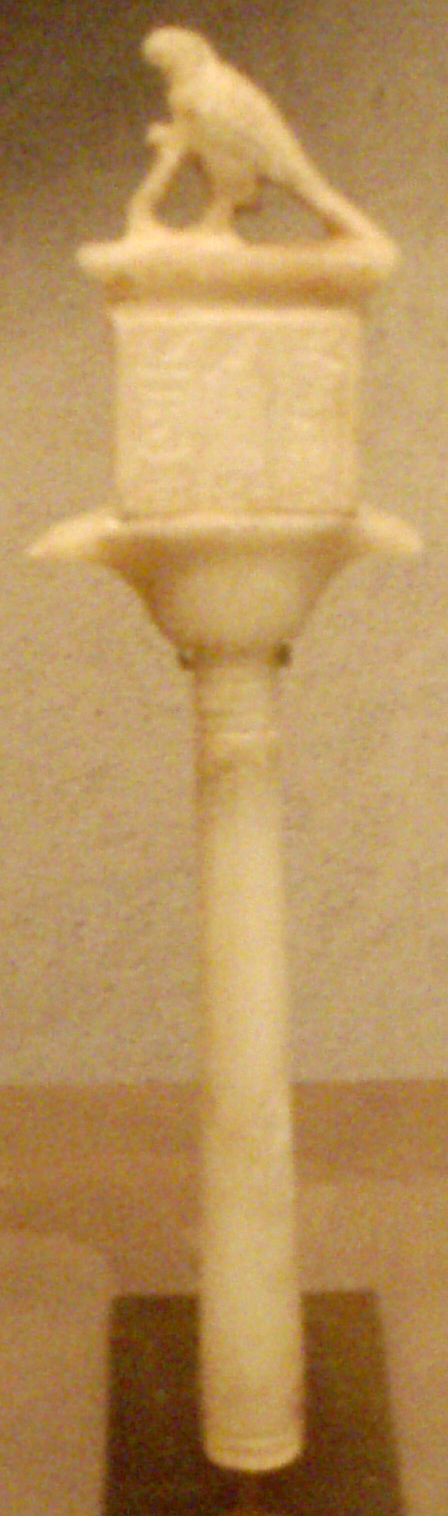
ابزاری موسیقایی که نام و لقب‌های تتی بر رویش تراشیده شده‌اند، موزه متروپولیتن نیویورک
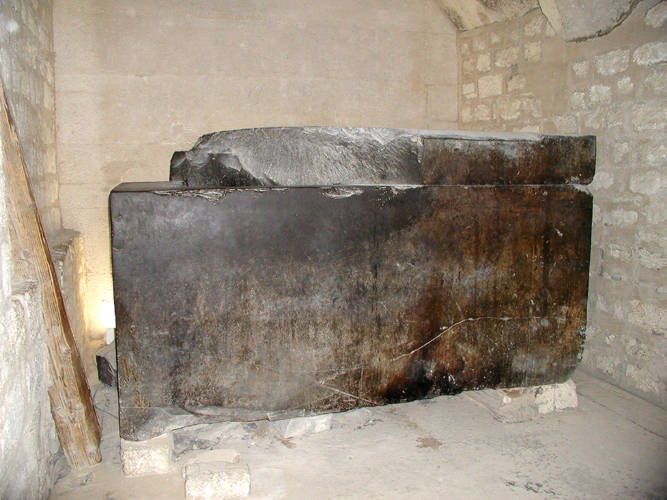
تابوت سنگی تتی، سقاره